# Equador (Rio Grande do Norte)
Equador é o município mais meridional do estado brasileiro do Rio Grande do Norte, localizado na região do Seridó. De acordo com a estimativa do Instituto Brasileiro de Geografia e Estatística (IBGE), sua população estimada em 2024 é de 5.476 habitantes. Sua área territorial é de 264,985 km². A sua economia está voltada à extração de minérios, sendo o principal produto de extração o caulim, minério composto de silicatos hidratados de alumínio.

## História
O atual município de Equador-RN, nasceu em consequência de uma promessa, feita pelo senhor Simão Gomes da Silva em 1856, quando uma epidemia do cólera estava dizimando os habitantes da região.Temendo uma catástrofe, fez um voto a São Sebastião que se ele o livrasse e seus familiares da doença, doaria um terreno, edificaria uma capela e colocaria uma imagem do referido santo.
A terrível peste não foi contraída por Simão e nem por seus familiares e ele cumpriu a promessa. Doou 220 metros quadrados de terra, construiu a capela e colocou a imagem de São Sebastião. Então, começara a surgir construções de residências nas imediações da capela, nascendo assim em 1856 o povoado de São Sebastião, sendo este seu primeiro nome. A primeira missa foi celebrada no mesmo ano em que foi fundado o povoado, 1856. A primeira feira livre aconteceu em 1870 debaixo de uma baraúna. Simão Gomes faleceu em 1886.
Em outubro de 1938, o povoado de Equador passou a ser distrito de Parelhas e em 1º de janeiro de 1939, passou a vila, tendo como subprefeito o Senhor Jacob Alves de Azevedo. Em 11 de maio de 1962, Equador passou à cidade, através da lei nº 2,799. O novo município foi instalado em 17 de março de 1963 e o primeiro prefeito foi o senhor José da Costa Cirne Filho, que administrou interinamente por dez meses.
A primeira pessoa que escreveu sobre a história de Equador foi a geógrafa Maria Zélia Batista Guedes, filha do ex-vereador José Batista de Oliveira, seu Dedé Batista, poeta e vereador por vários mandatos na câmara foi propositor de vários projetos que beneficiaram o município e hoje a casa legislativa leva seu nome. Esse trecho, acima, é parte do trabalho Aspectos gerais do município de Equador-RN, de autoria de Maria Zélia Batista Guedes.

## Geografia
De acordo com a divisão regional vigente desde 2017, instituída pelo IBGE, Equador pertence às regiões geográficas intermediária e imediata de Caicó. Até então, com a vigência das divisões em microrregiões e mesorregiões, fazia parte da microrregião do Seridó Oriental, que por sua vez estava incluída na mesorregião Central Potiguar.
Com uma área de 264,985 km², Equador é o município mais a sul do estado do Rio Grande do Norte, distante 283 km de Natal, capital estadual, e 2 114 km km de Brasília, capital federal. Limita-se com os municípios de Santana do Seridó a noroeste, Parelhas a norte e o estado da Paraíba nas demais direções (São Vicente do Seridó a nordeste, Tenório a sul e sudeste, Junco do Seridó a sul e sudoeste e São José do Sabugi a oeste).

Equador e municípios limítrofes (em verde, municípios da Paraíba)

Cortado pelo Rio Seridó, Equador possui todo o seu território na bacia hidrográfica do Rio Piranhas-Açu; o principal reservatório é o Açude Mamão, com capacidade para 1 183 000 m³. O relevo do município, por sua vez, está inserido no Planalto da Borborema, formada por terrenos antigos originários do período Pré-Cambriano. Equador está situado em área de abrangência de rochas que formam o embasamento cristalino, do Grupo Seridó, formadas durante o período Pré-Cambriano inferior, com idade entre 570 milhões e um bilhão de anos. Geomorfologicamente predominam formas de relevos tabulares com topo plano, com diferentes aprofundamentos de drenagens e ordens de grandeza, normalmente separados por vales de fundo plano. Apenas no sul do município o relevo é mais aguçado, com vales em formato de “V”.
| Maiores acumulados de precipitação em 24 horas registrados em Equador por meses (EMPARN, 1933-2019) | Maiores acumulados de precipitação em 24 horas registrados em Equador por meses (EMPARN, 1933-2019) | Maiores acumulados de precipitação em 24 horas registrados em Equador por meses (EMPARN, 1933-2019) | Maiores acumulados de precipitação em 24 horas registrados em Equador por meses (EMPARN, 1933-2019) | Maiores acumulados de precipitação em 24 horas registrados em Equador por meses (EMPARN, 1933-2019) | Maiores acumulados de precipitação em 24 horas registrados em Equador por meses (EMPARN, 1933-2019) |
| Mês                                                                                                 | Acumulado                                                                                           | Data                                                                                                | Mês                                                                                                 | Acumulado                                                                                           | Data                                                                                                |
| --------------------------------------------------------------------------------------------------- | --------------------------------------------------------------------------------------------------- | --------------------------------------------------------------------------------------------------- | --------------------------------------------------------------------------------------------------- | --------------------------------------------------------------------------------------------------- | --------------------------------------------------------------------------------------------------- |
| Janeiro                                                                                             | 108,4 mm                                                                                            | 26/01/2004                                                                                          | Julho                                                                                               | 50,8 mm                                                                                             | 02/07/1990                                                                                          |
| Fevereiro                                                                                           | 110,2 mm                                                                                            | 24/02/1974                                                                                          | Agosto                                                                                              | 39 mm                                                                                               | 05/08/1986                                                                                          |
| Março                                                                                               | 109,2 mm                                                                                            | 31/03/2016                                                                                          | Setembro                                                                                            | 60,2 mm                                                                                             | 18/09/1934                                                                                          |
| Abril                                                                                               | 137 mm                                                                                              | 11/04/1985                                                                                          | Outubro                                                                                             | 58,1 mm                                                                                             | 24/10/2010                                                                                          |
| Maio                                                                                                | 90,9 mm                                                                                             | 21/05/1938                                                                                          | Novembro                                                                                            | 70,3 mm                                                                                             | 25/11/1947                                                                                          |
| Junho                                                                                               | 78,7 mm                                                                                             | 08/06/2006                                                                                          | Dezembro                                                                                            | 95,3 mm                                                                                             | 08/12/1989                                                                                          |

O tipo de solo é o litólico eutrófico, que é altamente fértil, textura média ou formada por areia e forte drenagem, além de ser raso e pedregoso. Esse solo, por ser pouco desenvolvido, é coberto pela caatinga, uma vegetação de pequeno com espécies adaptadas à seca, com arbustos e árvores ralas e xerófitas, como o facheiro (Pilosocereus pachycladus), o faveleiro (Cnidoscolus quercifolius), a jurema-preta (Mimosa hostilis), o macambira (Bromelia laciniosa), o mandacaru (Cereus jamacaru) e o xique-xique (Pilosocereus polygonus). O município encontra-se em processo de desertificação "muito grave", conforme o Plano Nacional de Combate à Desertificação (PNCD).
Equador possui semiárido (tipo Bsh na classificação climática de Köppen-Geiger), apresentado um dos mais baixos índices pluviométricos do estado, com chuvas concentradas no trimestre de fevereiro a abril. Segundo dados da Empresa de Pesquisa Agropecuária do Rio Grande do Norte (EMPARN), de 1933 a 2019 o maior acumulado de precipitação (chuva) em 24 horas registrado no município atingiu 137 mm em 11 de abril de 1985. Outros acumulados iguais ou superiores a 100 mm foram: 110,2 mm em 24 de fevereiro de 1974, 109,2 mm em 31 de março de 2016, 108,4 mm em 26 de janeiro de 2004, 108 mm em 23 de março de 1950, 106,8 mm em 21 de abril de 2011, 105,9 mm em 20 de março de 1946, 104,9 mm em 9 de março de 1934, 102,6 mm em 26 de fevereiro de 1940 e 100 mm em 18 de abril de 1974. O mês mais chuvoso da série histórica foi janeiro de 2004, quando foram registrados 662,8 mm.
| Dados climatológicos para Equador                                                  | Dados climatológicos para Equador | Dados climatológicos para Equador | Dados climatológicos para Equador | Dados climatológicos para Equador | Dados climatológicos para Equador | Dados climatológicos para Equador | Dados climatológicos para Equador | Dados climatológicos para Equador | Dados climatológicos para Equador | Dados climatológicos para Equador | Dados climatológicos para Equador | Dados climatológicos para Equador | Dados climatológicos para Equador |
| Mês                                                                                | Jan                               | Fev                               | Mar                               | Abr                               | Mai                               | Jun                               | Jul                               | Ago                               | Set                               | Out                               | Nov                               | Dez                               | Ano                               |
| ---------------------------------------------------------------------------------- | --------------------------------- | --------------------------------- | --------------------------------- | --------------------------------- | --------------------------------- | --------------------------------- | --------------------------------- | --------------------------------- | --------------------------------- | --------------------------------- | --------------------------------- | --------------------------------- | --------------------------------- |
| Temperatura máxima média (°C)                                                      | 31,9                              | 31,7                              | 31,4                              | 30,7                              | 30                                | 28,4                              | 28                                | 29,2                              | 31                                | 32,3                              | 32,9                              | 32,5                              | 30,8                              |
| Temperatura mínima média (°C)                                                      | 21                                | 21,1                              | 21,2                              | 21,1                              | 20,5                              | 19,6                              | 18,8                              | 18,4                              | 18,9                              | 19,6                              | 20,2                              | 20,7                              | 20,1                              |
| Precipitação (mm)                                                                  | 46,7                              | 67,8                              | 115,6                             | 92,5                              | 38,4                              | 20,6                              | 10,9                              | 2,6                               | 1,4                               | 3,4                               | 5                                 | 16,2                              | 421,1                             |
| Fonte: Climate-data.org (temperatura) e EMPARN (médias de precipitação: 1933-2019) |                                   |                                   |                                   |                                   |                                   |                                   |                                   |                                   |                                   |                                   |                                   |                                   |                                   |

## Economia
Há neste município algumas indústrias de beneficiamento de caulim como a CAULINIA, Caulim Seridó, Caulim Potiguar e CAULISE, dentre outras, as quais geram empregos diretos e indiretos informais como garimpeiros e lenhadores.

## Subdivisões
Equador é formado apenas pelo distrito-sede e, segundo divisão oficial reconhecida pelo IBGE em 2010, a zona urbana do município é dividida, além do Centro, em outros quatro bairros. A zona rural é formada por várias comunidades.
| Bairros oficiais de Equador (IBGE/2010) |           |        |          |
| Bairro                                  | População | Homens | Mulheres |
| Alto da Bela Vista                      | 302       | 163    | 139      |
| Alto do Juazeiro                        | 587       | 307    | 279      |
| Centro                                  | 1 361     | 658    | 703      |
| Dinarte Mariz                           | 770       | 375    | 395      |
| José Marcelino                          | 1 791     | 862    | 929      |

## Atrativos
Equador conta com alguns pontos turísticos, sendo os mais importantes a Capela de São Sebastião - construída em homenagem a São Sebastião, num terreno doado por Simão Gomes da Silva -, O Pinga, o Açude dos Mamões - que abastece a população equadoense - e a Escavação de Minas Antiga. No ramo dos eventos, destacam-se a festa de emancipação política (realizada em 17 de março), o São João nos Bairros (realizado sempre no mês de junho), o São João Fora de Época (em agosto), o Equaforró (em setembro,Semana da Juventude (em Outubro) e a festa do padroeiro São Sebastião, realizada no mês de novembro.